# Liste der geschützten Landschaftsteile im Bezirk Bruck-Mürzzuschlag
Die Liste der geschützten Landschaftsteile im Bezirk Bruck-Mürzzuschlag enthält die geschützten Landschaftsteile im Bezirk Bruck-Mürzzuschlag.

## Geschützte Landschaftsteile
| Foto |                 | Name                                | ID       | Standort                           | Beschreibung                                                                                                   | Fläche   | Datum      |
| ---- | --------------- | ----------------------------------- | -------- | ---------------------------------- | --- | -------- | ---------- |
| 1    | Datei hochladen | Kastanienallee                      | GLT_0023 | Pernegg an der Mur Standort        | | 0,16 ha  | 15.06.2010 |
| 1    | Datei hochladen | Pestalozzipark - Steinerhofallee    | GLT_1552 | Kapfenberg KG: St. Martin Standort | | 0,75 ha  | 18.02.2011 |
| 1    | Datei hochladen | Auwaldbestand am Parschlugerbach    | GLT_0026 | Kapfenberg Standort                | | 2,61 ha  | 26.01.2011 |
| 1    | Datei hochladen | Eichengruppe Hainweg                | GLT_0027 | Kapfenberg Standort                | | 0,52 ha  | 17.10.1983 |
| 1    | Datei hochladen | Pannonischer Mischwald Töllergraben | GLT_0028 | Kapfenberg Standort                | | 1,3 ha   | 12.10.1983 |
| 1    | Datei hochladen | Eibenbestand                        | GLT_0271 | Sankt Barbara im Mürztal Standort  | | 0,46 ha  | 26.07.1956 |
| 1    | Datei hochladen | Lindenallee                         | GLT_0273 | Langenwang Standort                | Anmerkung: GLT_0273 ist im GIS nicht mehr als GLT verzeichnet. Vor Ort steht jedoch eine GLT Naturschutztafel. | 0,25 ha  | 21.06.2007 |
| 1    | Datei hochladen | Augelände                           | GLT_0275 | Mürzzuschlag Standort              | | 12,67 ha | 26.07.1956 |